# Renato Biasutti
Renato Biasutti (San Daniele del Friuli, 22 marzo 1878 – Firenze, 3 marzo 1965) è stato un geografo ed etnologo italiano.

## Biografia

Mappa della distribuzione del colore della pelle secondo i dati raccolti da Renato Biasutti

Nel 1926 censì, comune per comune, le case rurali, sulla scia dell'ideale rivoluzionario francese, nell'applicazione burocratica, per creare un'opera, che venne alla luce nel 1938, che comprendesse gli studi nazionali sulla casa rurale. Il primo volume: La casa rurale in Toscana. Interessante considerare che, nell'intera opera, nonostante la particolare attenzione posta alla Venezia-Giulia, di cui si occupò Bruno Nice, e che comprende il Friuli orientale e l'Istria, sono state omesse dalla trattazione la Val Canale e Trieste. 
Biasutti esplora l'Eritrea nel 1905, il Tibet nel 1914, quindi la Cirenaica e Rodi. Esplora, inoltre, con Ricchieri, gli Stati Uniti d'America nel 1912 e l'Egitto nel 1925. Biasutti, in queste ricerche sulla casa rurale, effettuate anche da Cvijić e Marinelli, ha contribuito impostando lo schema della ricerca, che vuole, prima dello studio dell'oggetto, la casa rurale, una descrizione approfondita della realtà geografica presa in esame, dove l'oggetto è contenuto. Seguendo questa ferrea logica di classificazione, nelle opere del tempo, si trovano appellativi di tipo come "plezzano", per le case nel comune di Plezzo; "caporettiano", per quelle nel comune di Caporetto.
Biasutti è anche noto per le sue ricerche nel campo della geologia. In particolare, ha introdotto una "nomenclatura" per i fenomeni carsici, utilizzata per il bacino carsico di Gurio Lamanna. Il 9 marzo 1930 divenne socio dell'Accademia delle Scienze di Torino.

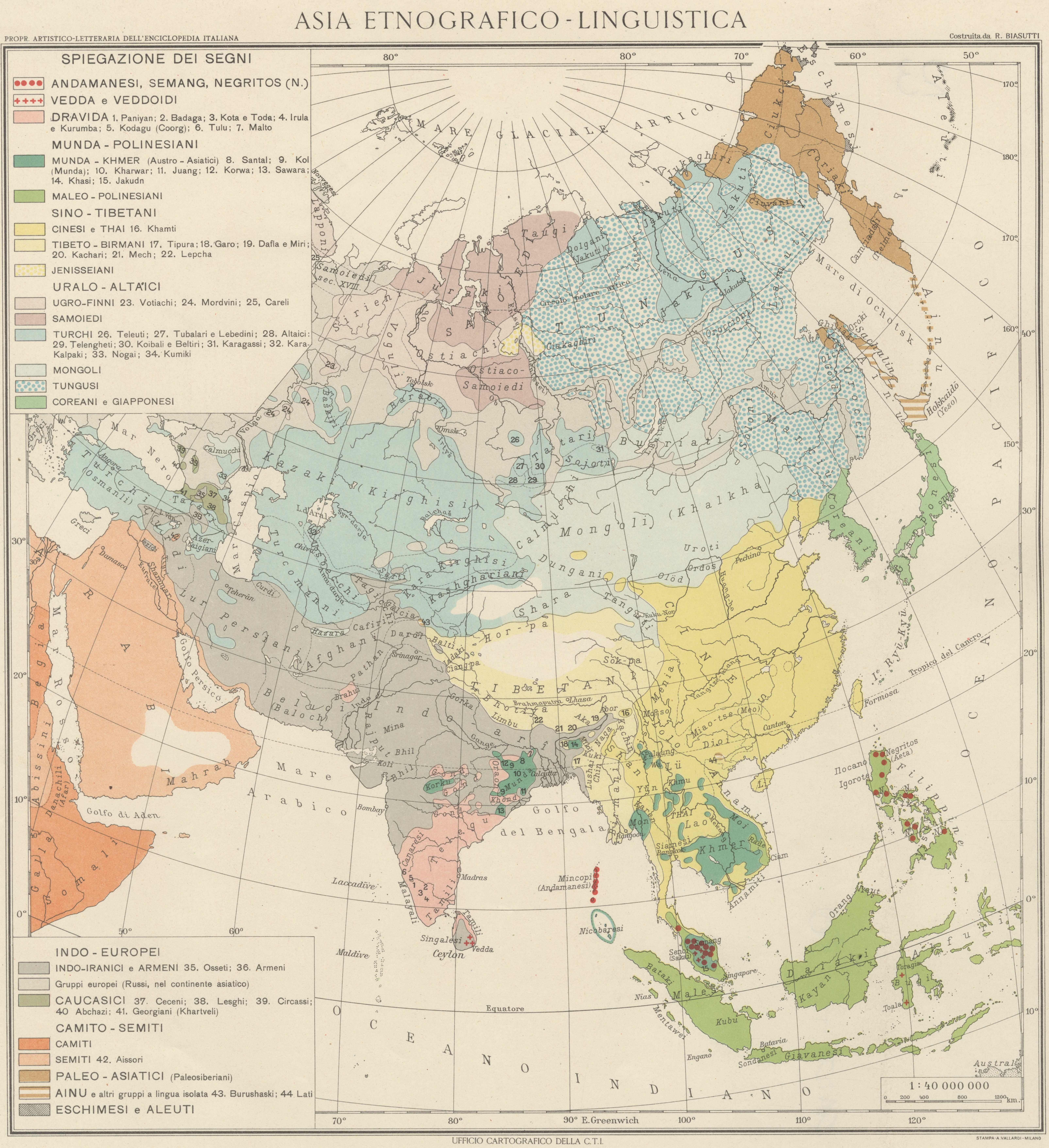
Mappa etnografica e linguistica dell'Asia di Renato Biasutti, 1928-1940
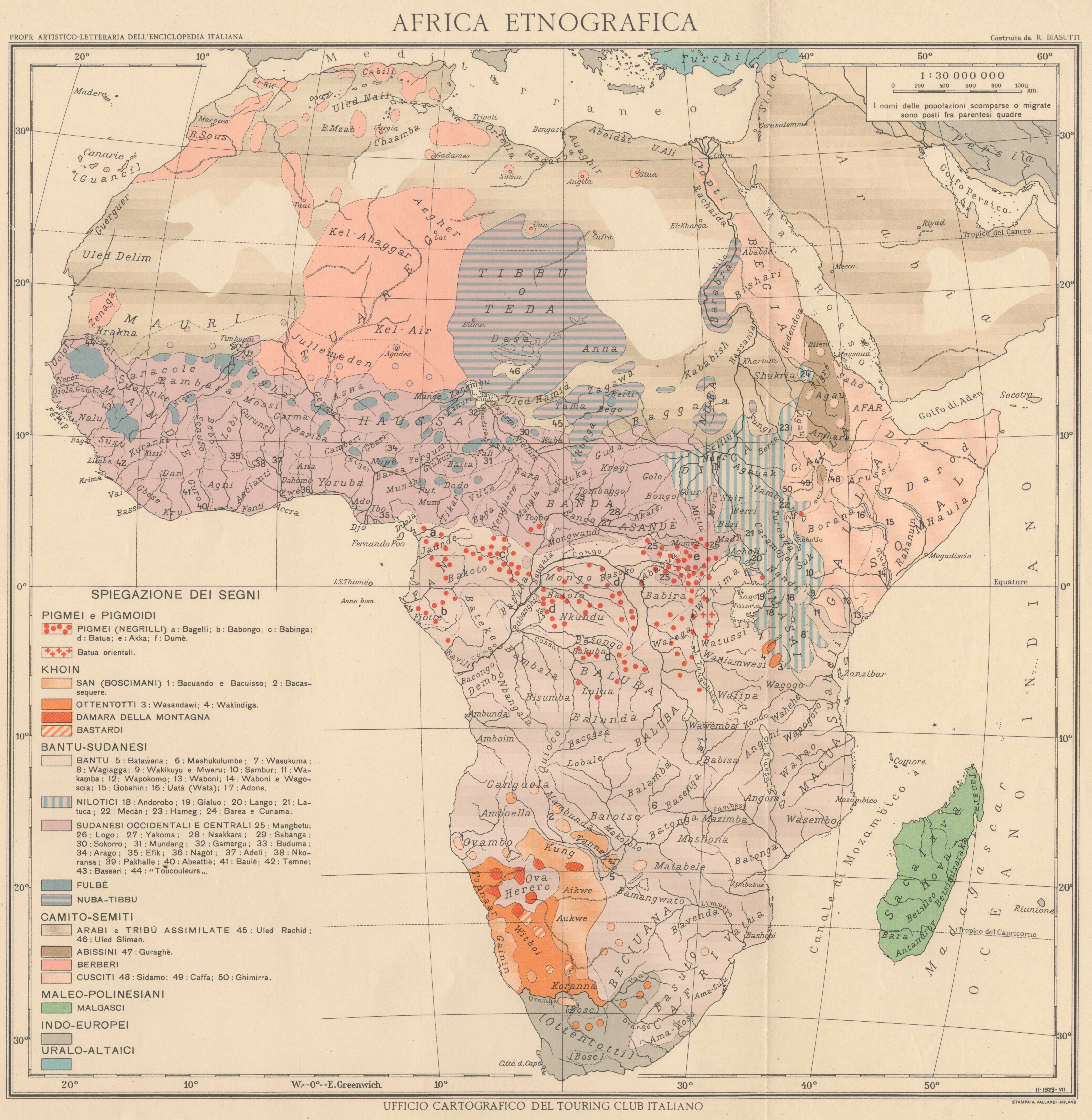
Mappa etnografica dell'Africa di Renato Biasutti, 1929

## Opere
- Renato Biasutti, Sulla nomenclatura relativa ai fenomeni carsici, in Rivista Geografica Italiana, vol. 3, f. 1, Firenze, 1916.
- Le razze e i popoli della terra / Renato Biasutti ; con la collaborazione di Raffaello Battaglia [et al.], Torino, Utet v. : ill ; 27 cm. Comprende: v. 1-4.
- La casa rurale nella Lunigiana. La casa rurale della Toscana. Fondi, Mario e Biasutti, Renato. Casa Editrice Leo S. Olschki, Firenze, 1952. ISBN 8822229487.